# Panellus alutaceus
Panellus alutaceus är en svampart som beskrevs av Corner 1986. Panellus alutaceus ingår i släktet Panellus och familjen Mycenaceae.   Inga underarter finns listade i Catalogue of Life.